# Piz d'Alp Val
Piz d'Alp Val är en bergstopp i Schweiz.   Den ligger i regionen Maloja och kantonen Graubünden, i den östra delen av landet, 180 km öster om huvudstaden Bern. Toppen på Piz d'Alp Val är 3 053 meter över havet, eller 111 meter över den omgivande terrängen. Bredden vid basen är 2,0 km.
Terrängen runt Piz d'Alp Val är bergig norrut, men söderut är den kuperad. Närmaste större samhälle är St. Moritz, 9,8 km sydost om Piz d'Alp Val. 
Trakten runt Piz d'Alp Val består i huvudsak av gräsmarker. Runt Piz d'Alp Val är det glesbefolkat, med 15 invånare per kvadratkilometer.